# متصفح ويب

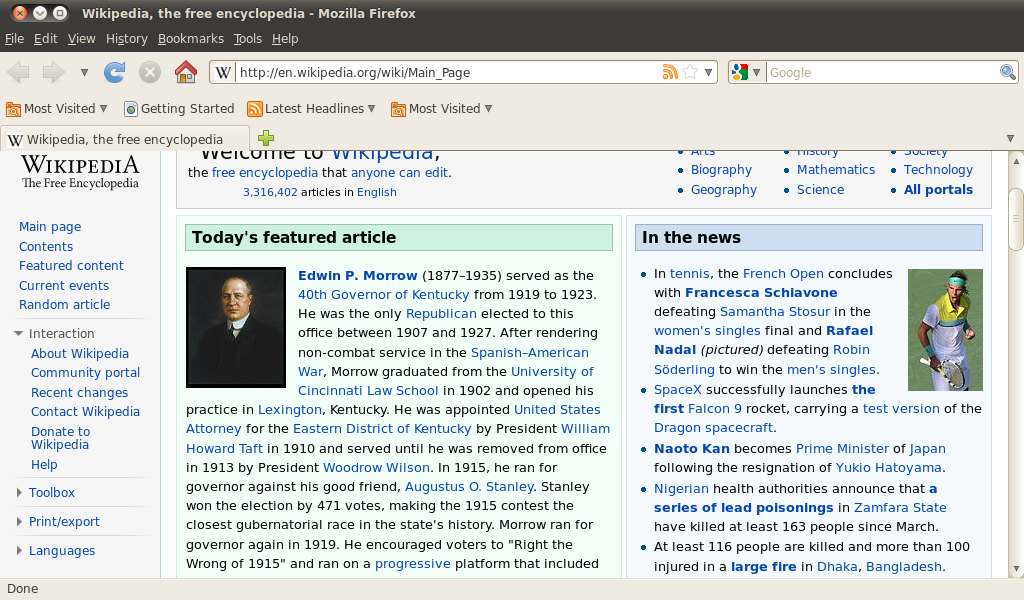
مثال لمتصفح الإنترنت (موزيلا فيرفكس يعمل على أوبونتو).

متصفح الويب أو مستعرض الويب (بالإنجليزية: web browser)‏ هو تطبيق برمجي لاسترجاع المعلومات عبر الإنترنت وعرضها على المستخدم. كما يعرف أنه برمجية تطبيقية لاسترجاع مصادر المعلومات على الشبكة العالمية العنكبوتية. مصادر المعلومات يحددها معرف الموارد الموحد ومن الممكن أن تحتوي صفحة الوب على الفيديو والصور أو أي محتوى آخر. الروابط التشعبية الموجودة في المصادر تمكن المستخدم من التنقل بسهولة بين المصادر ذات الصلة.
المتصفح هو برنامج حاسوبي يتيح للمستخدم استعراض النصوص والصور والملفات وبعض المحتويات الأخرى المختلفة، وهذه المحتويات تكون في الغالب مخزنة في مزود إنترنت وتعرض على شكل صفحة في موقع على شبكة الإنترنت أو في شبكات محلية
النصوص والصور في صفحات الموقع يمكن أن تحوي روابط لصفحات أخرى في نفس الموقع أو في مواقع أخرى. متصفح الإنترنت يتيح للمستخدم أن يصل إلى المعلومات الموجودة في المواقع بسهولة وسرعة عن طريق تتبع الروابط. على الرغم من أن المتصفحات تهدف في المقام الأول للوصول إلى الشبكة العالمية، إلا أنها أيضا يمكن أن تستخدم للوصول إلى المعلومات التي توفرها خدمة الإنترنت خادم الإنترنت في الشبكات الخاصة (private networks) أو الملفات في انظمة الملفات (file systems).

متصفحات الإنترنت الرئيسية حاليًا هي مايكروسوفت إيدج (Microsoft Edge)، وموزيلا فيرفكس (Mozilla Firefox)، وجوجل كروم (Google Chrome)، وأبل سفاري (Apple Safari)، وأوبرا (Opera Browser).

## تاريخ المتصفحات

الجدول الزمني لمتصفحات الوب

- أعلن تيم بيرنرز لي عن شبكة الإنترنت وأول متصفح للشبكة في مارس من عام 1991، كان اسم أول متصفح هو ورلد وايد ويب (WorldWideWeb)، وقد صمم هذا المتصفح ليكون أيضا محررا لصفحات مواقع إنترنت، وبعد ذلك بدأت المتصفحات بالظهور والانتشار.
- في عام 1992 بدأ تطوير متصفح موزايك وظهر في عام 1993 كأول متصفح للصور والنصوص مع الصور لأنظمة يونكس ثم طرح لأنظمة تشغيل أخرى مثل ويندوز وماك وأميغا، واعتبر موزايك طفرة حيث كان يتم تحميله خمسة آلاف مرة شهريا[6]
- في عام 1994 أطلقت شركة نتسكيب متصفحها نتسكيب نافيجاتور وقد كان له أثر كبير في انتشار برامج المتصفحات واتساع رقعة مستخدمي شبكة الإنترنت. مايكروسوفت لم تكن تملك حتى هذا الوقت أي متصفح.
- قامت مايكروسوفت بشراء شركة سبايجلاس (Spyglass) والتي كانت تطور متصفحا أصبح في ما بعد متصفح إنترنت إكسبلورر، ومع طرح هذا المتصفح بدأت حرب المتصفحات بين شركتي مايكروسوفت ونيتسكيب التي كانت من نتائجها زيادة انتشار المتصفحات وعدد مستخدمي شبكة الإنترنت. وكان من نتائجها السلبية عدم استخدام المعايير القياسية التي وضعتها منظمة W3C، فكل شركة تضيف ميزات غير قياسية يدعمها متصفح ولا يدعمها المتصفح الآخر.

استطاعت مايكروسوفت أن تكسب هذه المنافسة لأنها كانت تملك حصة كبيرة في أنظمة التشغيل، ولأنها وضعت متصفحها مجانا مع نظام تشغيلها مايكروسوفت ويندوز لم يعد الناس بحاجة إلى تثبيت أي متصفح آخر على حواسيبهم، أدى ذلك انخفضت حصة نيتكسيب في سوق المتصفحات واستطاعت مايكروسوفت في عام 1998 أن تحتكر سوق أنظمة التشغيل والمتصفحات، هذا أدى بدوره إلى أن تواجه مايكروسوفت في المحاكم قضية استغلال الاحتكار للإضرار بالمنافسين.
في أواخر عام 1998 طرحت نيتسكيب متصفحها كمصدر مفتوح وقامت بإنشاء مشروع موزيلا الذي يهدف إلى تطوير متصفح نيتسكيب اعتمادا على فلسفة البرامج الحرة والمفتوحة المصدر، لكن المشروع لم يلق دعما كبيرا من قبل مطوري البرامج إلا في عام 2002 حيث طرح الإصدار الأول منه. ظهرت مشاريع فرعية لهذا المتصفح، أشهرها متصفح موزيلا فيرفكس الذي طرح إصداره الأول في عام 2004 إنترنتدا منافسا قويا لمتصفح إنترنت إكسبلورر.ثم بعد ذلك ظهر متصفح شركة غوغل سنة 2008 والذي يحمل بالمجان على موقع غوغل والذي أصبح من أقوى المنافسين لإنترنت اكسبلورر.
تم تقديم المركز الوطني لتطبيقات الحوسبة الفائقة موزايك (متصفح وب) (NCSA Mosaic)متصفح الإنترنت في عام 1993—واحدا من أول مستعرضات الإنترنت الرسومية—أدت إلى حدوث تزايد في استخدام شبكة الإنترنت. مارك آندرسن، وقائد فريق موزايك في المركز الوطني لتطبيقات الحوسبة الفائقة (NCSA)، وسرعان ما بدأ العمل في شركته الخاصة نتسكيب، وأصدر في موزاييك مؤثرة نتسكيب نافيجاتور(Netscape Navigator) في عام 1994، والتي سرعان ما أصبحت أكثر المتصفحات شعبية في العالم، وهو ما يمثل 90% من استخدام الإنترنت أثناءذروته
مايكروسوفت (Microsoft) مع متصفح إنترنت إكسبلورر (Internet Explorer) في عام 1995، التي بدأت صناعة حرب المتصفحات(Browser wars). عن طريق إنترنت إكسبلورر مع ويندوز مايكروسوفت كانت قادره على فرض هيمنتها على السوق في نظام تشغيل (OS) لتستولي على سوق متصفحات الإنترنت، إنترنت إكسبلورر بلغت ذروتها بأكثر من من 95% بحلول عام 2002. متصفح إنترنت إكسبلورر يستخدم 65% في أكتوبر 2009 وفقا لتطبيقات الشبكة.
اوبرا (Opera) عقدت عام 1996، على الرغم من أنه لم ينجح قط في استخدام على نطاق واسع، استخدمت على 2% من حصة المتصفحات ابتداء من شهر أكتوبر 2009، لكن لديها استخدام كبير في النمو السريع بمتصفحات هاتف محمول على شبكة الإنترنت في السوق، وتجري على أكثر من 40 مليون هاتف. ويتوفر أيضا على نظام مضمن (Embedded system)، بما ذلك نينتندو (Nintendo) وي (Wii) لألعاب الفيديو.
في عام 1998، أطلقت نتسكيب مؤسسة موزيلا (Mozilla Foundation) في محاولة لإنتاج متصفح تنافسي باستخدام نموذج مصدر مفتوح (Open source). هذا المتصفح تطور في فيرفكس (firefox)، والتي وضعت للتطوير وهي لا تزال في مرحلة بيتا (beta) للتنمية؛ بعد وقت قصير من إطلاق فيرفكس 1.0 في أواخر عام 2004، أصبح متصفح فيرفكس (كافة الإصدارات) يحوز على 7.4% من استخدام المتصفح. وابتداء من شهر أكتوبر 2009، أصبح فيرفكس مستخدما من قبل 24% من المتصفحين.
متصفح أبل (Apple) سفاري (safari) كان أول إصدار تجريبي بيتا (beata) في يناير 2003، ابتداء من شهر أكتوبر 2009، أصبح لديها نسبة مهيمنة من أبل ومقرها تصفح الإنترنت، وتمثل ما يزيد قليلا على 4% من السوق المتصفحات بأكمله. وجعل محرك وب‌كت(WebKit)، يستخدم أيضا في المتصفحات القياسية في الهواتف النقالة، بما في ذلك نظام التشغيل أي فون (iphone OS) وأندرويد قوقل (Google Android) ونوكيا S60 (Nokia S60) ونظام تشغيل متصفح بلام (Palm WebOS).
المتسابق الأخير في السوق الرئيسية لمتصفح جوجل أساس وب كات كروم (Chrome)، أول إصدار في أيلول / سبتمبر 2008. ابتداء من شهر أكتوبر 2009، أصبح لديه 4% من المستخدمين.

## الوظيفة

متصفحات الويب المستخدمة في كل بلد، اعتبارا من يونيو 2015.
جوجل كروم
فايرفكس
سفاري (متصفح ويب)
متصفح يوسي
Iron
إنترنت إكسبلورر
أوبرا (متصفح ويب)
Android
فانتم دجاي إس
No info

تطور ميول المستعملين من 2009 ل 2016

الغرض الأساسي من متصفح الإنترنت هو جلب موارد المعلومات للمستخدم. تبدأ هذه العملية عندما يدخل المستخدم معرف الموارد الموحد (Uniform Resource Identifier) أوري (URI)، على سبيل المثال http://en.wikipedia.org/، في المتصفح. بادئة أوري (URI) يحدد كيف سيستخدم. والنوع الأكثر شيوعا من أوري يبدأ http: يحدد الموارد المراد استردادها عبر بروتوكول نقل النص الفائق(Hypertext Transfer Protocol)اتش تي تي بي (HTTP). كما أن العديد من المتصفحات دعم مجموعة متنوعة من الاختيارات الأخرى، مثل اتش تي تي بي (HTTPs): لاف تي بي (FTP)من أجل بروتوكول نقل الملفات (File Transfer Protocol)، والملف (file): للملفات المحلية. بادئات متصفحات الإنترنت لا يمكن التعامل معها في كثير من الأحيان لذلك انتقلناإلى تطبيق آخر تماما. على سبيل المثال، ميلتو (mailto): أوري (URI) عادة ما تكون لتطبيق البريد الإلكتروني، والأخبار: أوري (URI)عادة تنقل إلى مجموعة الأخبار الافتراضية.
في حالة اتش تي تي بي http واتش تي تي بي اس https والملف وغيرها، وبمجرد أن الموارد قد تم استرجاع متصفح الإنترنت سيعرضها. أتش تي أم أل (HTML) يتم تمريرها إلى المتصفح عن طريق محرك التصميمlayout engine للتتحول من لغة رقم (markup) والحصول على وثيقة تفاعلية. بجانب أتش تي أم أل، متصفحات الإنترنت عموما يمكن عرض أي نوع من المحتويات التي تكون جزء من صفحة الإنترنت. معظم برامج المتصفحات تعرض الصور والصوت والفيديو، ملفات لغة الرقم القابلة للامتداد (XML)، وغالبا ما تكون برنامج مساعد (plug-ins) لدعم تطبيقات فلاش وتطبيقات جافا. عند مواجهة ملف من نوع غير معتمد أو ملفات إعدادها ليتم تحميلها بدلا من عرضها، المتصفح يطالب المستخدم بحفظ الملف على القرص.
موارد المعلومات قد تحتوي على رابط تشعبي (hyperlinkes)إلى موارد المعلومات الأخرى. كل رابط يحتوي على أوري (URI)مصدر للذهاب إليه. عندما يتم النقر فوق الارتباط، انتقال المستعرض إلى المصدر المشار إليه عن طريق وصلة أوري (URI)، وعملية جلب المعلومات للمستخدم تبدأ من جديد.

## الميزات
إن متصفحات الإنترنت المتاحة في نطاق الحد الأدنى من الميزات، استنادا إلى واجهة نص المستخدم مع دعم أتش تي أم أل إلى (HTML) هي واجهة ذات استخدام واسع لدعم طائفة كبيرة من صيغ الملفات والبروتوكولات. والمتصفحات التي تتضمن عناصر إضافية لدعم البريد الإلكتروني(email)، وأخبار يوزنت(Usenet)، ونظام الدردشة على الإنترنت.
آي آر سي (IRC)، ويشار إليها أحيانا باسم طقم إنترنت (Internet suite) بدلا من مجرد «متصفحات الإنترنت».
وجميع متصفحات الإنترنت الكبرى تسمح للمستخدم فتح موارد متعددة للمعلومات في نفس الوقت، إما في نوافذ متصفح مختلف أو في علامات تبويب إنترنت مختلفة من نفس النافذة. والمتصفحات الرئيسية تشمل أيضا حظر النافذة المنبثقة(pop-up window) لمنع النوافذ غير المرغوب فيها من الظهور دون موافقة المستخدم.
إن معظم متصفحات الإنترنت تمكن عرض قائمة من صفحات الإنترنت حيث أن المستخدم لديه مرجعية للمواقع التي زارها بحيث يمكنه سرعة العودة إليها. والمرجعية تدعى «المفضلة» في إنترنت إكسبلورر(Internet Explorer). بالإضافة إلى ذلك، فإن جميع متصفحات الإنترنت الكبرى هي شكل من أشكال المدمج في تغذية (web feed) مجمع على شبكة الإنترنت. وفي موزيلا فيرفكس (Mozilla Firefox)، فإن تركيب تغذية المتصفحات يشبه العناوين المرجعية وتتصرف مثل المجلدات المرجعية المقابلة لتغذية المتصفح. أما في متصفح أوبرا (Opera)، فالقارئ التقليدي يتمكن من تضمين وتخزين وعرض لمحتويات التغذية (feed).
وعلاوة على ذلك، يمكن أن تمد معظم المتصفحات عن طريق المكونات الإضافية، والمكونات القابلة للتحميل التي توفر ميزات إضافية.

### واجهة المستخدم
معظم المتصفحات الكبرى تحتوي على هذه العناصر
- إلى الأمام إلى الخلف والعودة إلى الصفحة السابقة، وإلى الأمام مرة أخرى.
- تحديث أو زر تحديث لتحديث الصفحة الحالية.
- الضغط على زر التوقف لإلغاء تحميل الصفحة في بعض برامج التصفح زر التوقف مدمج مع إعادة تحميل الصفحة
- زر الرئيسية للعودة إلى الصفحة الرئيسة.
- شريط العنوان لإدخال معرف الموارد الموحد (URI) من الموارد المطلوبة وعرضها.
- شريط البحث للبحث في محركات البحث.
- وشريط لعرض التقدم الحاصل في تحميل الموارد، وأيضا إظهار مجموعة من الروابط عند مرور المؤشر عليها، والقدرة على تكبير الصفحة.

والمتصفحات الكبرى لديها إمكانية العثور على الميزات الإضافية للبحث داخل صفحة الإنترنت.

### الخصوصية والأمان
إن معظم برامج التصفح تدعم أمان اتش تي ام ال (HTTP Secure) وتقدم وسائل سريعة وسهلة لمسح ذاكرة الإنترنت، وسجل المتصفح (cookies)، وتاريخ التصفح. وللمقارنة بين الثغرات الأمنية الحالية من المتصفحات، انظر مقارنة متصفحات الإنترنت.

### مستويات الدعم
في وقت مبكر كانت متصفحات الإنترنت تعتمد على صيغة بسيطة للغاية من أتش تي أم أل (HTML) فقط. ولكن التطور السريع للمتصفحات على شبكة الإنترنت أدى إلى وضع تغيير معيار أتش تي أم أل (HTML)، مما يؤدي إلى مشاكل في التشغيل البيني. فمتصفحات الإنترنت الحديثة تدعم مجموعة من المعايير والأحكام (de facto) أتش تي أم أل واكس ام ال (XML) المختلفة، والتي ينبغي تقديمها على نفس الطريقة من قبل جميع المتصفحات.

## وصلات خارجية
- بنية الشبكة العالمية، العدد الأول
- اقتراح لمشروع نص تشعبي على الشبكة العنكبوتية
- مبادرة حدث متصفحك